# Вангард
Вангард (англ. Vangard, «авангард») — морская пещера в Гибралтарской скале, входящая в комплекс пещеры Горама. Считается одним из последних мест обитания неандертальцев. В 2012 году в составе комплекса пещеры Горама включена в предварительный список Всемирного наследия ЮНЕСКО.
Пещера имеет высоту 35 м. В нижней части имеется слой наносов толщиной 1,7 м, содержащий археологические артефакты доисторического периода. Первые раскопки в пещере были проведены в 1989 году.
Исследования пещеры в 2008 году показали, что неандертальцы имели более разнообразное питание, чем предполагалось ранее. Были найдены остатки морских обитаталей, включая моллюсков, рыбу, а также млекопитающих: тюленей-монахов и дельфинов. По данным учёных, во времена неандертальцев за счёт более низкого уровня моря пещера располагалась в 4,5 км от берега, а Гибралтарский пролив имел несколько островов, что позволяло неандертальцам его пересекать. На африканском берегу найдены сходные стоянки, принадлежащие к мустьерской культуре.
Найденные в пещере свидетельства пребывания неандертальцев не ограничиваются костями животных. Обнаружены остатки очага и двустворчтых моллюсков, которые доставлялись в пещеру и вскрывались с применением огня. Имеются остатки каменных орудий и следы их производства. Всего, по мнению исследователей, пещера пережила три периода интенсивного использования.
Археологический интерес к пещере сохраняется. Последние раскопки в комплексе пещеры Горама проводились в августе 2012 года, в ходе которых три недели учёные работали в пещере Вангард .